# 建貞
建貞（けんてい）は、中国、唐代に襄王李熅が建てた私年号。886年。
- 元年5月：李熅が皇帝を自称。元号を建貞と定める。

## 西暦との対照表
| 建貞 | 元年  |
| 西暦 | 886年 |
| 干支 | 丙午  |